# Celia Sánchez
Celia Esther de los Desamparados Sánchez Manduley, conocida como Celia Sánchez Manduley (Media Luna, 9 de mayo de 1920 - La Habana, 11 de enero de 1980), fue una guerrillera de la Revolución cubana y una de las colaboradoras más cercanas de Fidel Castro desde 1957 hasta su muerte.  Fue la primera mujer que ocupó la posición de soldado combatiente en las filas del Ejército Rebelde y la principal promotora de la creación del pelotón femenino conocido como "Las Marianas" en honor a «Mariana Grajales» en 1957. En 1962 fue nombrada Secretaria de la Presidencia del Consejo de Ministros de Cuba.

## Biografía
Nació en la ciudad azucarera de Media Luna en la casa que en 1913 compró el doctor Manuel Sánchez Silveira al casarse con Acacia Manduley y donde nacieron sus nueve hijos de la pareja. Allí vivió Celia con su familia 20 años hasta 1940 hasta que se trasladó a Pilón junto a su padre donde pasó otros casi 16 años hasta que se produjo el desembarco de los expedicionarios del Yate Granma liderados por Fidel el 2 de diciembre de 1956.
Su madre murió cuando ella era joven. Con su padre, Manuel Sánchez Silveira, médico rural, hombre culto y comprometido con el Partido Ortodoxo liberal tuvo su primer acercamiento a la política. Fue su asistente y vio así de cerca el efecto de la pobreza en sus pacientes.  Desde pequeña estuvo influenciada por el pensamiento de José Martí y ya desde joven se vinculó a la lucha popular.

### Trayectoria revolucionaria
Se unió al Partido Ortodoxo de Eduardo Chibás pero tras el golpe de Estado del 10 de marzo de 1952, se involucró con varias organizaciones de perfil insurreccional. Fue de las primeras mujeres en empuñar las armas durante esa revolución. Su principal papel en esa guerra lo desempeñó en la preparación del desembarco del Granma en la provincia de Oriente en donde trabajó arduamente en la ciudad de Manzanillo. A instancias de Manuel Echevarría en su viaje a México Fidel Castro una vez expresó: 

«... si esa mujer es como tú dices, donde mejor está es en Manzanillo, porque allí va a ser más útil...»

 En Manzanillo, junto a Frank País, organizó a los campesinos de la zona para que le ofrecieran apoyo a los expedicionarios. 
En el Movimiento 26 de Julio nunca ocupó cargos directivos, aunque asumió tareas relevantes. Con su nombre de guerra, Norma, se convirtió en una figura fundamental en los días de los preparativos de la expedición del Granma y del inicio de la lucha guerrillera en la Sierra Maestra.

### Guerra de Liberación
Por orientaciones del Movimiento organizó una red de colaboradores campesinos en las cercanías de donde debía desembarcar la expedición dirigida por Fidel Castro que resultó fundamental para la continuidad de la lucha. Envió al primer destacamento armado a la Sierra desde "El Marabuzal", en Manzanillo.
En 1957, en la Cuba de Batista, Sánchez fue la mujer más buscada del país.  El 19 de marzo subió a la Sierra Maestra y se incorporó como combatiente al Ejército Rebelde. Fue la principal promotora de la creación del pelotón femenino «Mariana Grajales».
En los momentos más difíciles de la guerrilla dirigida por Fidel Castro, en febrero de 1957 marchó al encuentro de ésta en compañía de Frank País, Faustino Pérez y otros miembros de la Dirección Nacional del Movimiento 26 de Julio para coordinar el apoyo desde el llano, y coordinar la llegada vía Habana - Manzanillo del periodista del New York Times, Herbert Matthews hasta la presencia de Fidel en plena Sierra Maestra. La publicación de la entrevista que el periodista hiciera al líder de la guerrilla echaría por tierra la propagada batistiana basada en la supuesta muerte de Fidel. A finales de abril volvería a subir a la Sierra guiando al periodista estadounidense Bob Taber, quien deseaba entrevistar a Fidel.
El 28 de mayo de 1957, Celia participó por primera vez en el combate, fue en El Uvero como integrante del pelotón de la comandancia, convirtiéndose en la primera mujer que ocupó la posición de soldado combatiente en las filas del Ejército Rebelde. Pocos días después de esa acción, Fidel la envió de nuevo al llano con importantes encomiendas. Esta resultó la etapa de mayor peligro, pues a la persecución contra ella se sumó la traición de un expedicionario del Granma, quien delató a muchos de los colaboradores del Movimiento.
Hasta mediados de 1957 Celia había utilizado, además de Norma, los seudónimos de Lilian, Carmen y Caridad. El 18 de julio de ese año, en un mensaje de Frank a la Sierra, apareció el nuevo nombre de guerra de Celia: Aly. Sin embargo, estaba tan enraizado el seudónimo de Norma, que le continuó llamando así en misivas posteriores. En una carta enviada por los guerrilleros de la Sierra Maestra a Frank País estos patentizaron el papel vital de Celia durante la guerra cuando escribieron: “En cuanto a la Sierra, cuando se escriba la historia de esta etapa revolucionaria, en la portada tendrán que aparecer dos nombres: David y Norma”

### Las Marianas
El 4 de septiembre de 1958 en Sierra Maestra tras una reunión de siete horas entre Fidel y su Estado Mayor y promovido por Celia se creó en La Plata, el pelotón Mariana Grajales formado por mujeres que tenían la decisión de incorporarse como combatientes y conocido como las "Marianas". del cual la brigadier general y guerrillera Teté Puebla fue la segunda jefa. 
«Como muchos hombres no nos tenían confianza, Fidel no solo fue quien nos enseñó a disparar sino que nos nombró su escolta personal. Por eso, cuando íbamos llegando a los lugares, la gente decía: ¿Llegaron las Marianas? ¡Seguro detrás viene Fidel!» (...)  «El día en que la Revolución triunfa, una parte de las Marianas nos encontrábamos en Holguín con el comandante Delio Gómez Ochoa, jefe del IV Frente, y Fidel nos mandó a buscar. El día 2 llegamos a Bayamo y nos incorporamos a la Caravana de la Libertad para hacer el recorrido hacia La Habana. Nada he olvidado. Recuerdo en la Caravana que Celia —igual que en la Sierra—, apenas descansaba para estar siempre pendiente de todo. Ella era así. No tenía descanso. Estaba al tanto del último detalle de lo que necesitábamos las Marianas, los soldados del Ejército Rebelde, los niños que encontraba y, sobre todo, de lo que necesitaba Fidel». Explica Teté Puebla quien después de la revolución fue una de las más estrechas colaboradoras de Celia.

### Revolución en el poder
Cuando triunfó la Revolución Cubana mantuvo un bajo perfil político aunque con gran influencia participando en las actividades relevantes y las obras más significativas emprendidas después del triunfo del 1 de enero de 1959. 
El 23 de marzo de 1962 fue nombrada Secretaria del Consejo de Ministros de Cuba (1962-1976) y posteriormente fue Ministra de la Presidencia. Cuando murió era miembro del Comité Central del PCC, Secretaria del Consejo de Estado y diputada del parlamento por el municipio de Manzanillo en la provincia de Granma.
Falleció de cáncer de pulmón en La Habana el 11 de enero de 1980.

## Condecoraciones
- Medalla Conmemorativa XX Aniversario de las Fuerzas Armadas Revolucionarias[9]

## Salvaguardando la memoria histórica de la Revolución Cubana
El 4 de mayo de 1964 se fundó a iniciativa de Celia la Oficina de Asuntos Históricos del Consejo de Estado para salvaguardar la memoria histórica de la lucha insurreccional una preocupación constante en su vida. En 2014 contaba con más de 159.000 fotográfías en 28 colecciones y 56 mil documentos muchos de ellos supervisados personalmente por ella.
“Ella estuvo todo el tiempo pendiente de la historia de Fidel y de los revolucionarios en la Sierra y luego del triunfo. Desde los primeros años de la década de 1960 comenzó a acumular los documentos en su apartamento de la calle 11 entre 10 y 12 del Vedado. Los de la Sierra guardados en los mismos paquetes preparados durante la guerra; y los otros —conseguidos como resultado de sus gestiones con combatientes y familiares de los mártires después del triunfo— se depositaron en grandes bolsas de lona”, explicó el director de la institución en 2014 Eugenio Suárez Pérez.

## Museo Casa Natal de Celia Sánchez
El 9 de mayo de 1990 se inauguró en su casa natal, una vieja casona construida en 1908 en la Calle Raúl Podio n.º 111. Media Luna, Granma frente al Golfo de Guacanayabo. En el museo se exponen los objetos personales de la familia Sánchez Manduley, documentos y objetos de época que testimonian la activa participación de esta familia en la guerra de liberación nacional cubana. En 2015 se reabrió el museo tras diversas labores de reparación.

## Documental
En 2016 se estrenó el documental "Celia, la más hermosa flor" de 57 minutos, dirigido por el realizador audiovisual Ariel Prieto-Solís Cubas con guion de Servando Valdés y producida por Mundo Latino. En el mismo intervienen miembros del Movimiento 26 de Julio como María Antonia Figueroa, Adelaida Bécquer Céspedes, Wilfredo Núñez Pérez y los manzanilleros Ricardo Riera Andino y Mirtha Fernández Tamayo. También, de historiadores como Carlos Ortega Torres, del Museo Municipal de Pilón, el manzanillero Daniel Rodríguez Verdecia, de combatientes del Ejército Rebelde como Orlando Pupo Peña, la General de Brigada Delsa Esther (Teté) Puebla, el Comandante de la Revolución Guillermo García y el propio Fidel Castro.